# Modlikowice
Modlikowice – wieś w Polsce położona w województwie dolnośląskim, w powiecie złotoryjskim, w gminie Zagrodno.

## Podział administracyjny
W latach 1975–1998 miejscowość administracyjnie należała do województwa legnickiego.

## Energetyka
W 2011 roku w Modlikowicach otwarto farmę wiatrową Modlikowice składającą się z 12 elektrowni wiatrowych o łącznej mocy 24 MW.

## Zabytki
Do wojewódzkiego rejestru zabytków wpisane są:
- kościół pw. Matki Bożej Częstochowskiej z XIII w., przebudowany w XVIII w. i restaurowany w latach 1820–1827
- cmentarz przykościelny